# تترا رامینوز کاذب
تترا رامینوز کاذب با نام علمی Petitella georgiae ، گونه ای از تتراسانان است که بومی حوضه آمازون در برزیل و پرو است. این گونه یک ماهی آکواریومی بسیار محبوب است. شباهت بسیاری به دو گونه از جنس خود، بنامهای Petitella bleheri و تترای سرآتشی دارد. در حوضه بالایی آمازون در حوضه رودهای پرو، ریو پوروس، ریو نگرو و ریو مادیرا  توزیع شده است.  رامینوز کاذب برای اولین بار در اواخر دهه 1950 در سوئیس درون یک محموله ماهی آکواریومی وارداتی از پرو  یافت شد. برخی از نمونه ها دارای یک نوار سیاه در باله دمی هستند که به سمت جلو و به داخل بدن امتداد می یابد و در قسمت بالا با یک خط نازک طلایی رنگین کمانی پوشیده شده است. با این حال  این ویژگی هنوز به عنوان یک عامل تعیین کننده قابل اعتماد برای هویت گونه به طور کامل تایید نشده است. 